# 2023年オハイオ州列車脱線事故

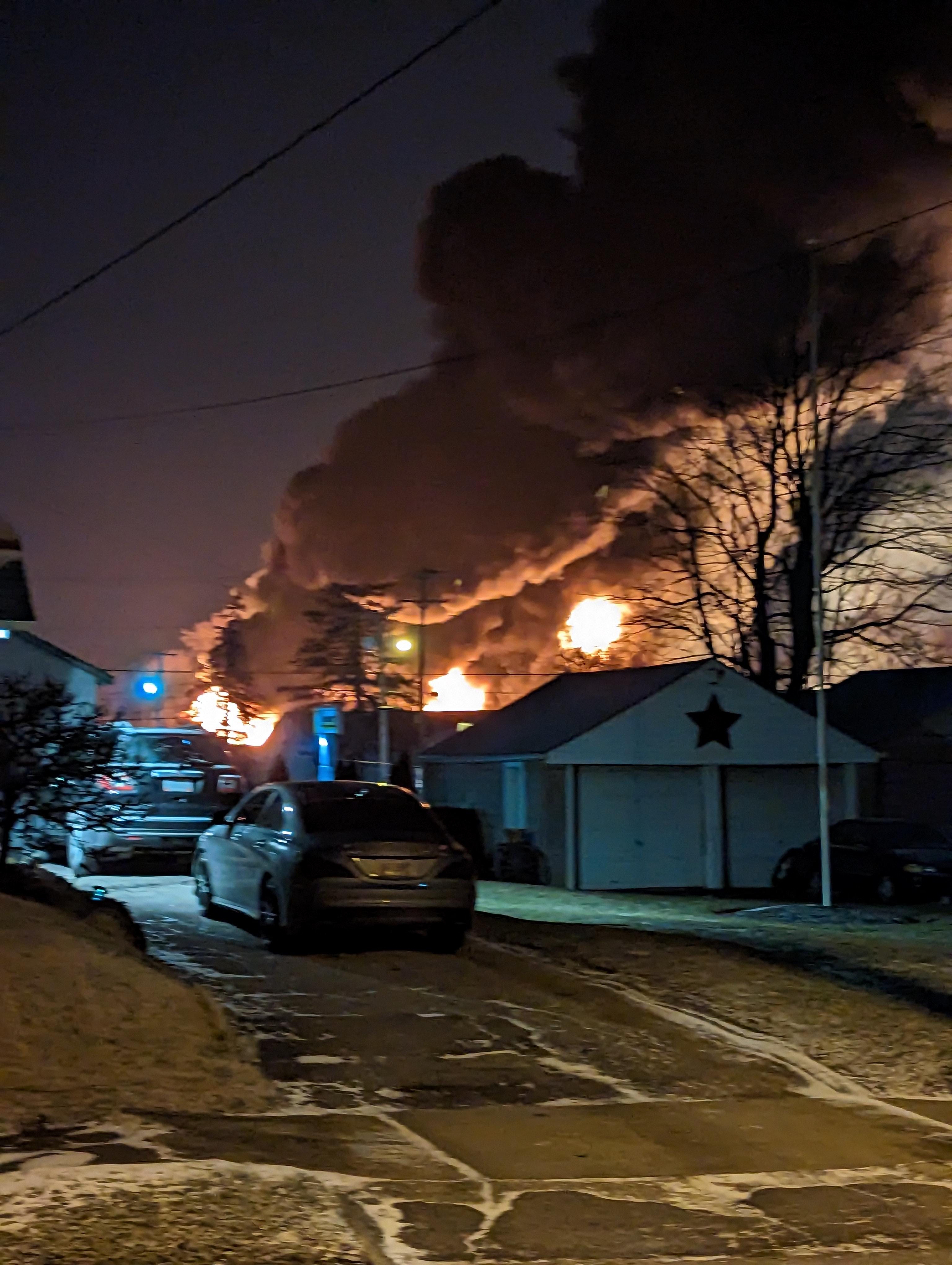

2023年オハイオ州列車脱線事故は、2023年2月3日、アメリカ合衆国オハイオ州イーストパレスチナで発生した列車脱線事故である。脱線した貨物列車は、クロロエチレンやアクリル酸ブチル、2-ブトキシエタノール等の危険物を積んでおり、流出による環境汚染が懸念される。
事故による火災は数日間続き、2月5日には爆発の恐れがあるとして事故現場の周辺1マイルに緊急避難命令が出された。当局は爆発を防ぐため、クロロエチレンなどの危険なガスを抜いて燃焼させる「制御燃焼」を実施。その結果、ホスゲンや塩化水素などを含むガスが空中に放出された。2023年2月17日時点で公式上の健康被害報告はないが、オハイオ川で汚染物質が検出されており、州当局は3500匹の死んだ魚が見つかったと発表した。

## 列車脱線事故

### 事故
脱線した列車はノーフォーク・サザン鉄道の貨物列車で、ES44AC #8152を先頭に、機関車3両、貨車150両（空車9両+積載車141両）で構成されていた。列車は、イリノイ州マディソンのターミナル・レールロード・アソシエーション・オブ・セントルイスの操車場から、ペンシルバニア州コンウェイのノーフォーク・サザン鉄道の操車場に向かって運行していた。
2023年2月3日午後8時55分頃、オハイオ州とペンシルベニア州の州境近くにある人口4,800人の町、イーストパレスチナで50両の車両が脱線した。141両の積載車のうち、20両が危険物を積んでおり、そのうち14両がクロロエチレンを積んでおり、さらに、アクリル酸ブチル、アクリル酸2エチルヘキシル、2-ブトキシエタノール、イソブチレン、可燃性液体、ベンゼンなどの化学物質も含まれていた。ノーフォーク・サザン鉄道は、アクリル酸ブチルとアクリル酸2エチルヘキシルを積む車両が衝突で破損したと米国環境保護庁(EPA)に報告した。

### 原因
事故から約48時間後、米国家運輸安全委員会(NTSB)は、脱線事故の原因は鉄道車両1台の台車の機械的な問題であり、約1時間前に車軸が火花を散らしていたとの報告と関係がある可能性を示す予備調査結果を発表した。脱線直前に異常を示す警報が発され、非常ブレーキが作動した。

## 事故後の対応
オハイオ州、ウェストバージニア州、ペンシルベニア州から70人近い救急隊員が動員された。イーストパレスチナ市長は非常事態宣言を出した。
2月3日、ノーフォーク・サザンの職員が初期対応した。2月4日、彼らはサルファー・ランとレスリー・ランへの水の流出を発見し、伏流水の堰堤を設置して浮遊汚染物質を分離させた。EPAは2月3日に大気質の監視を開始した。
2月5日、ある車両で急激な温度変化が起こったことにより、爆発および破片飛散の危険があるとして、周辺の住民に直ちに避難するよう呼びかけられた。事故による火災は、2月5日まで燃え続けた。
2月6日、さらなる爆発を防ぐため、クロロエチレンを制御して空中に放出するため、燃焼させる「制御燃焼」を実施。小型の成形爆薬を使ってタンク車両を破壊し、クロロエチレンを溝に流し、点火した。この燃焼で上空に黒雲が発生し、ホスゲンや塩化水素が大気中に放出された。その後、大気質や水質の測定値に何も問題がなかったことから、8日に避難命令は解除された。一部の住民は水や大気、土壌、地表がまだ安全ではないとの懸念から、自宅に戻らずにいる。
2月14日、EPAはイーストパレスチナで大気のクロロエチレン、塩化水素、一酸化炭素濃度などを検査し、いずれも基準未満であったことを公表した。オハイオ州の環境保護局や保健局長も安全性を強調した。一方、オハイオ州自然資源局は、脱線事故による化学物質の流出で、12種3500匹の魚が死んだと推定している。悪臭で頭痛や喉の痛み訴える住民もいた。
2月15日には州が水道水の安全性を強調したが、デワイン州知事は念のためボトルの水を飲むよう呼び掛けた。住民説明会に鉄道会社が出席しなかったことも不信を強める結果になった。

## 批判

### 鉄道業界への批判

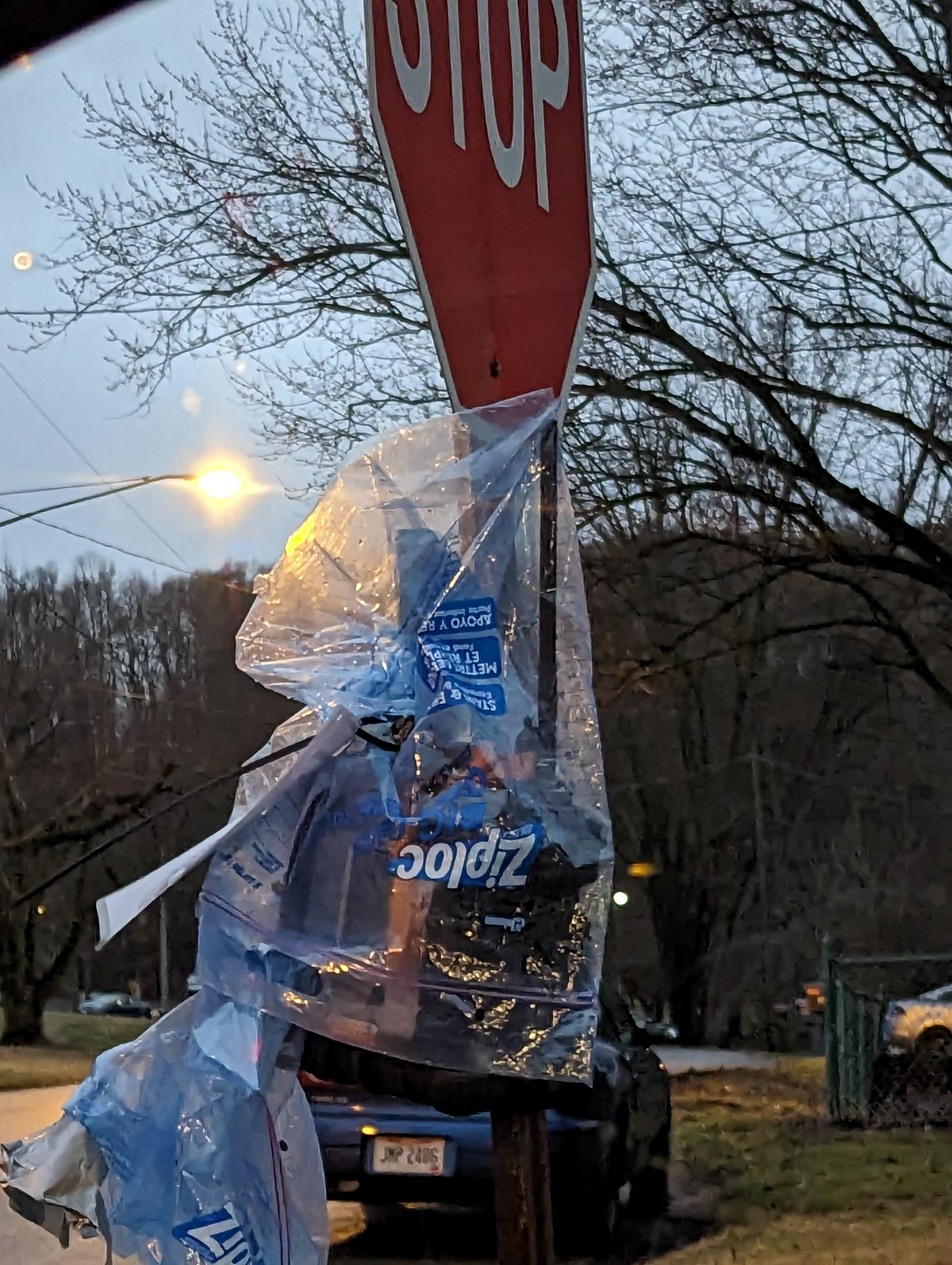

この事故の背景にある問題として、鉄道業界による規制緩和要求や人件費削減、設備投資不足が指摘されている。
規制緩和については、オバマ政権は2014年、一定量の原油や危険物質を運ぶ列車にECPブレーキ（電子制御式空気ブレーキ）を搭載する新たな規制を導入した。ECPブレーキは、列車全体に電子ブレーキ信号を瞬時に提供することで従来のエアブレーキよりも速くブレーキをかけられる。しかし、導入によるコスト増を回避したいアメリカ鉄道協会は強く反対。ロビー活動に600万ドル以上を費やし、トランプ政権時代に規制緩和を実現。これが影響したとの見方がある。

### 政府対応への批判
連邦政府の対応の遅れに批判が出た。事故から2週間たっても混乱が収まらない現状に、共和党は連邦政府の対応が遅かったとして批判を強めている。バイデン政権は17日、「（脱線事故が起きた現場近くの）住民をあらゆる面で支援し、鉄道会社の責任を追及する」と発表した。3日の事故発生直後からEPAが現場で活動していると指摘。しかし、事故から2週間たっても混乱が収まらない状態に、共和党は連邦政府の対応が遅かったと批判。同党全国委員会のロナ・マクダニエル委員長は16日、ブティジェッジ運輸長官に鉄道システムの安全性などについて説明を求めた。「それができないのなら辞任すべきだ」とも指摘した。

## 報道
この事故は、SNSで大きく注目されたことに特徴がある。大手メディアも事故後すぐに報道したが、貨物列車で死傷者がいないことや、郊外であることなどにより、大々的には取り上げられなかった。しかし、TikTokで事故に関して科学的に解説する動画が投稿されると何百万回も視聴され、その後今回の脱線事故に関する動画が無数に投稿されるようになった。そして、主要な報道機関も次々と報道し始めた。
しかし、SNSではデマや誤情報も多く発信された。その中には、政府が事故の報道規制しているというものや、オハイオ州に塩酸の雨が降るというもの、野生動物や家畜が死んでいるというものなどがあった。